# Roger Williamson
Roger Williamson (2. února 1948 Ashby-de-la-Zouch, Leicestershire – 29. července 1973 Zandvoort Circuit, Nizozemsko) byl automobilový závodník a pilot Formule 1 z Velké Británie. Jeho otec Dodge Williamson závodil na motocyklu.

## Formule 1
Roger patřil mezi nejtalentovanější jezdce a byla mu předpovídána velká budoucnost. Po úspěších v nižších kategoriích se v roce 1973 dostal do Formule 1. Svou první Grand Prix jel doma ve Velké Británii. Na trati ale vydržel jen jedno kolo. Jeho vůz byl po nehodě, kterou zavinil Hans-Joachim Stuck, zničen natolik, že nemohl nastoupit do opakovaného startu.
Do nizozemské Grand Prix startoval z 18. místa. V Nizozemsku se závod jet neměl, ale pořadatelé dostali výjimku, protože údajně zlepšili bezpečnost okruhu. Zajímavostí je, že v roce 1970 na tomto okruhu zahynul Piers Courage, jehož tělo po uhašení zaházeli pískem a vyhrabali až po dokončení závodu.

## Tragédie v Zandvoortu
Holandská Grand Prix se konala 29. července 1973. Williamson jel na 13. místě, za ním jel David Purley. Rogerův vůz se po nárazu do svodidel náhle převrátil koly vzhůru, urazil ještě asi 275 metrů a zůstal u svodidel v zatáčce. David Purley hned zastavil a běžel jezdci na pomoc. Traťoví komisaři řídili okolní provoz, ale Williamsona se nesnažili uhasit. Purley se snažil sám vůz převrátit na kola, ale marně. Pak zkoušel marně rozepnout Rogerovy bezpečnostní pásy. Roger nebyl zraněný a stále křičel o pomoc. Purley se ho snažil sám uhasit ale v hasicím přístroji došla náplň. Řidič hasicího vozu se bál vyjet, protože by musel jet asi 200 metrů proti směru trati. Fanoušky, kteří by rádi pomohli, odháněla policie. Purley se snažil zastavit ostatní závodníky, nikdo nezastavil. Po závodě většinou vypovídali, že si mysleli, že je jen upozorňuje na nehodu. Niki Lauda řekl, že je placený za závodění, a ne za parkování na trati. Roger se pod svým vozem udusil. Teprve potom byl jeho vůz obrácený zpět na kola. Pořadatelé Williamsonovo tělo přikryli plachtou a nechali u trati až do konce závodu.